# Marek Rosiak (filozof)
Marek Rosiak (ur. 1956) – polski filozof, prof. dr hab., profesor zwyczajny Uniwersytetu Łódzkiego, specjalista w zakresie ontologii i fenomenologii.

## Życiorys
Ukończył studia w Politechnice Gdańskiej (mgr inż.mechanik, specjaność: budowa okrętów), a następnie studia filozoficzne na Uniwersytecie Jagiellońskim w Krakowie. Stopień doktora uzyskał w roku 1995 na podstawie rozprawy pt. Analiza i formalizacja Husserlowskiej teorii całości i części, przygotowanej pod kierunkiem prof. Grzegorza Malinowskiego. Stopień doktora habilitowanego nauk humanistycznych w zakresie filozofii otrzymał w 2004 roku na podstawie pracy pt. Spór o substancjalizm. Studia z ontologii Ingardena i metafizyki Whiteheada. 16 marca 2022 uzyskał tytuł profesora nauk humanistycznych w dyscyplinie filozofia. 7 kwietnia 2022 otrzymał mianowanie na stanowisko profesora zwyczajnego w Uniwersytecie Łódzkim. Od roku 1986 zatrudniony w Katedrze Logiki i Metodologii Nauk Uniwersytetu Łódzkiego.

## Wybrane publikacje
- M. Rosiak, Studia z problematyki realizmu-idealizmu, Oficyna Wydawnicza PFF, Wrocław 2012[4]
- M. Rosiak, Dialektyka Hegla. Krytyczny komentarz do głównych tekstów metafizycznych, Universitas, 2011[5]
- M. Rosiak, Muzyka, literatura, filozofia. O filozoficznych wątkach w twórczości Ryszarda Wagnera i w „Ulissesie” Jamesa Joyce’a, Wydawnictwo Uniwersytetu Łódzkiego, 2018[6]
- M. Rosiak, Czytanie Ulissesa. Próba interpretacji, Wydawnictwo Uniwersytetu Łódzkiego, 2022[7]
- M. Rosiak, Zagadnienia ontologii. Elementy doktrynalne, systematyka możliwych stanowisk i analizy krytyczne, Wydawnictwo Uniwersytetu Łódzkiego, 2025[8]